# Джон Воттс
Джон Воттс (англ. Jon Watts; 28 червня 1981) — американський режисер, продюсер і сценарист. Він є режисером фільмів «Клоун», «Поліцейський автомобіль», трилогії про Людину-Павука у КВМ, а також 10 епізодів серіалу «Мережа новин “Оніон”».

## Біографія
Народився 28 червня 1981 року виріс в місті Фонтейн, Колорадо. Навчався в Нью-Йоркському університеті.
До художніх фільмів, займався зйомками реклами для компанії Park Pictures. Намагаючись отримати місце режисера фільму «Людина-павук: Повернення додому», Уоттс зробив татуювання головного героя на грудях для того, щоб «виділити [себе] серед інших [претиндентів]».

## Фільмографія

### Художні фільми
| Рік  | Фільм                           | Режисер | Продюсер | Сценарист |
| ---- | ------------------------------- | ------- | -------- | --------- |
| 2014 | Клоун                           | Так     | Ні       | Так       |
| 2015 | Поліцейський автомобіль         | Так     | Так      | Так       |
| 2017 | Людина-павук: Повернення додому | Так     | Ні       | Так       |
| 2019 | Людина-павук: Далеко від дому   | Так     | Ні       | Ні        |
| 2021 | Людина-павук: Нема шляху додому | Так     | Ні       | Ні        |
| 2024 | Самотні вовки                   | Так     | Так      | Так       |
| 2025 | Пункт призначення 6             | Ні      | Так      | Історія   |

Інші роботи
- «Сексуальна бестія» (2000) — оператор, фотогенічний блок
- «Я бачу тебе[en]» (2008) — актор: «Джейк»
- «Природний відбір[en]» (2011) — асоційований продюсер
- «Робот і Френк» (2012) — спеціальна подяка
- «Можливості управління[en]» (2015) — актор: «комерційний директор»

### Телебачення
| 2011 | Мережа новин «Оніон»         | Так | Так | Ні  | Режисер: 10 серій Спів-виконавчий продюсер: 11 серій |
| 2011 | The Fuzz                     | Так | Так | Так | Невипущений пілотний епізод                          |
| 2012 | Eugene!                      | Так | Так | Так |                                                      |
| 2024 | Зоряні війни: Кістяк Команди | Так | Так | Ні  | Режисер: 2 серії також шоуранер                      |